# Villa Sommer
Die Villa Sommer ist eine „herausragend aufwendige, neobarocke Villa in einem Park mit wertvollem Baumbestand“ im Augustusweg 44 im Stadtteil Oberlößnitz der sächsischen Stadt Radebeul.

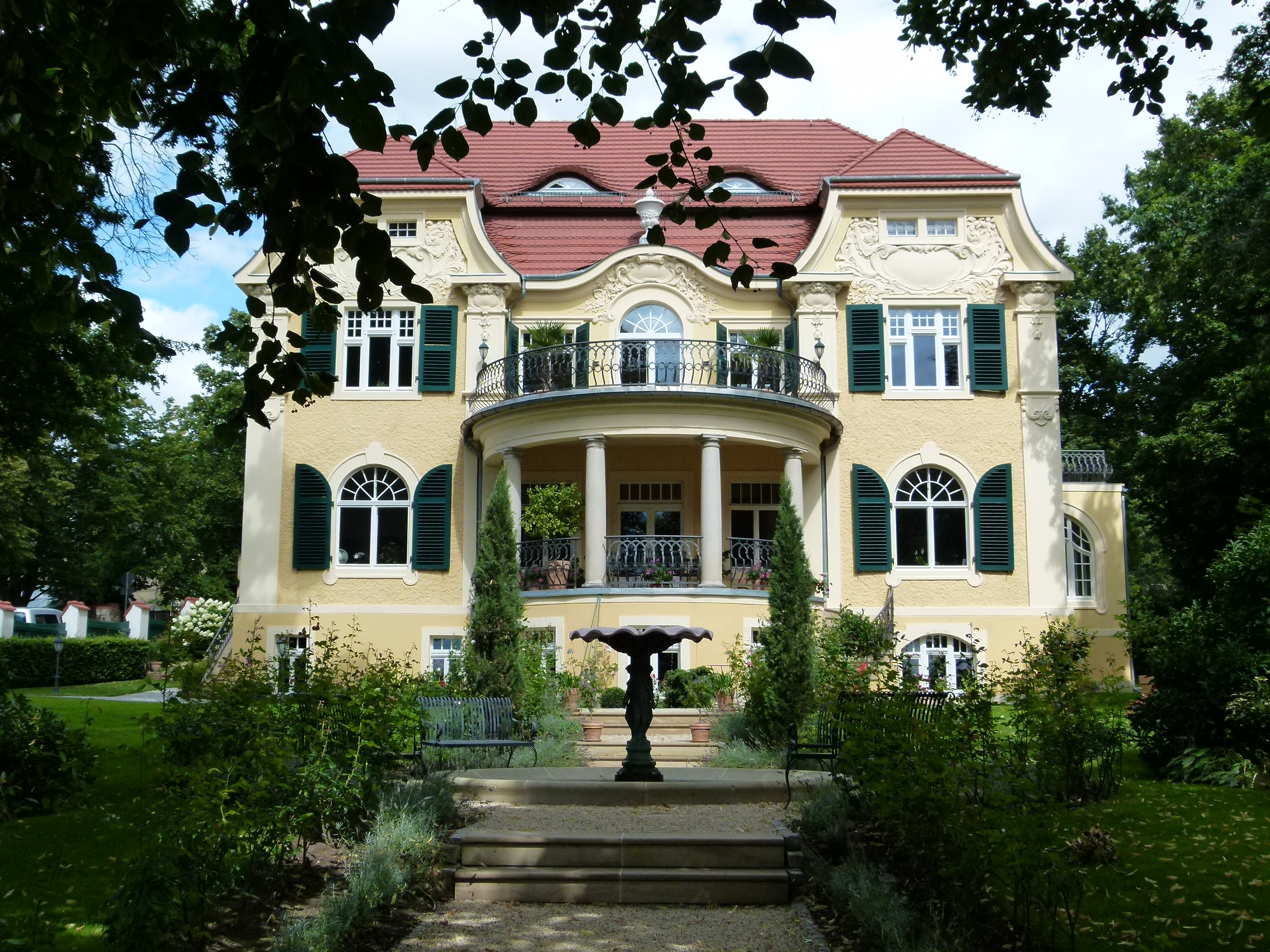
Villa Sommer mit Brunnenschale

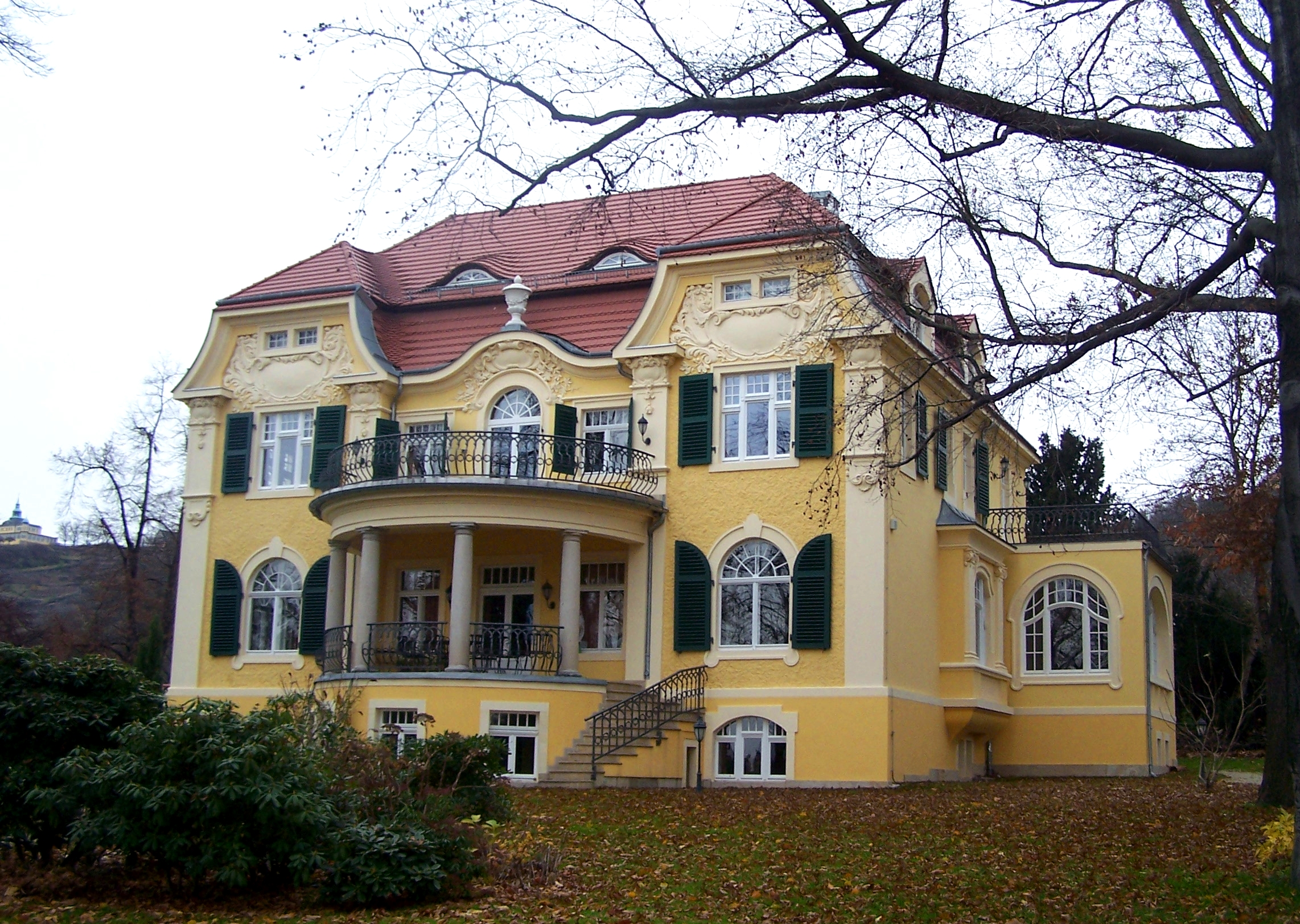
Villa Sommer

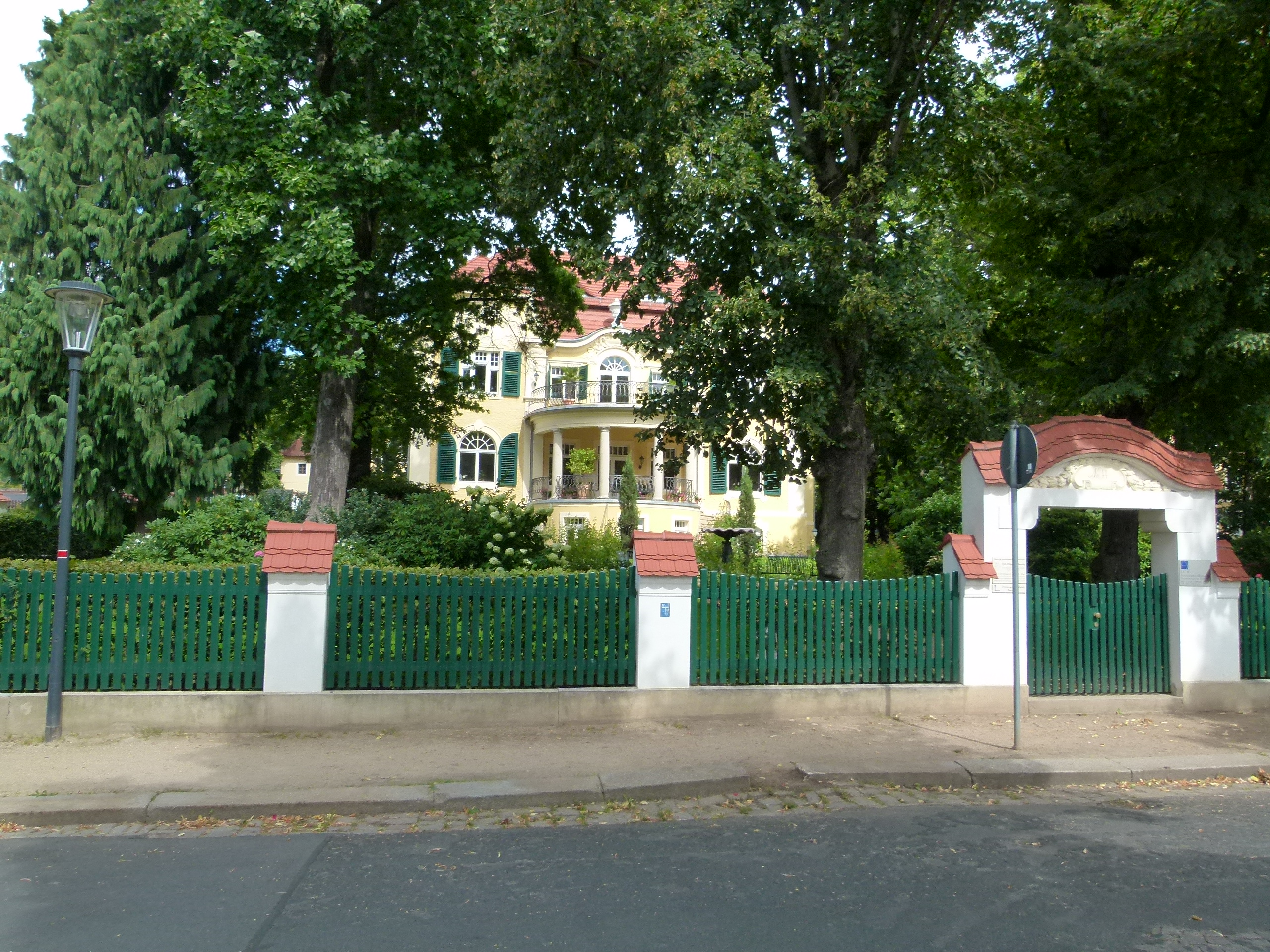
Villa Sommer: Einfriedung um den denkmalgeschützten Garten

## Beschreibung
Die zweigeschossige, mit Villengarten und Einfriedung unter Denkmalschutz stehende Villa im Stil des Neubarock, als exemplarisches Beispiel dieser Stilrichtung im Dehio aufgeführt, hat ein Souterraingeschoss sowie ein hohes, ausgebautes Mansarddach. Die symmetrische Hauptansicht geht nach Süden zum parkähnlichen Garten, der als Werk der Landschafts- und Gartengestaltung gilt und im Denkmalschutzgebiet Historische Weinberglandschaft Radebeul liegt. Mittig steht ein halbrunder Söller mit Austritt oben und unten, dort mit einer Freitreppe in den Garten. Über dem oberen Austritt befindet sich ein niedriger, geschwungener Giebel. Auf beiden Seiten stehen hohe Seitenrisalite mit geschweiften, stark dekorierten Giebeln.
In der rechten Seitenansicht steht ein schmaler Verandenvorbau, davor ein Erker. In der linken Seitenansicht, der Straßenansicht von der anliegenden Bennostraße, befindet sich der Eingang über eine Freitreppe zu einem Podest. Die bergwärts gelegene Rückseite des Hauses ist zeitgemäß wesentlich schlichter gehalten, dort befindet sich lediglich ein einfacher Dreiecksgiebel.
Im Erdgeschoss befinden sich Rundbogenfenster, während das Obergeschoss Rechteckfenster zeigt, die meisten mit Klappläden. Die Fassade ist stark strukturiert und differenziert, an den Gebäudekanten Ecklisenen, die Fenster durch teilweise verzierte Gewände eingefasst. In den Ziergiebeln befinden sich Stuckreliefs.
Auch im Inneren findet sich heute noch repräsentative Stuckdekoration.
Die Einfriedung erfolgt über geschweifte Zaunfelder zwischen ziegelgedeckten Pfeilern, in der Achse der Parkseite steht ein überdachtes Gartentor.

## Geschichte

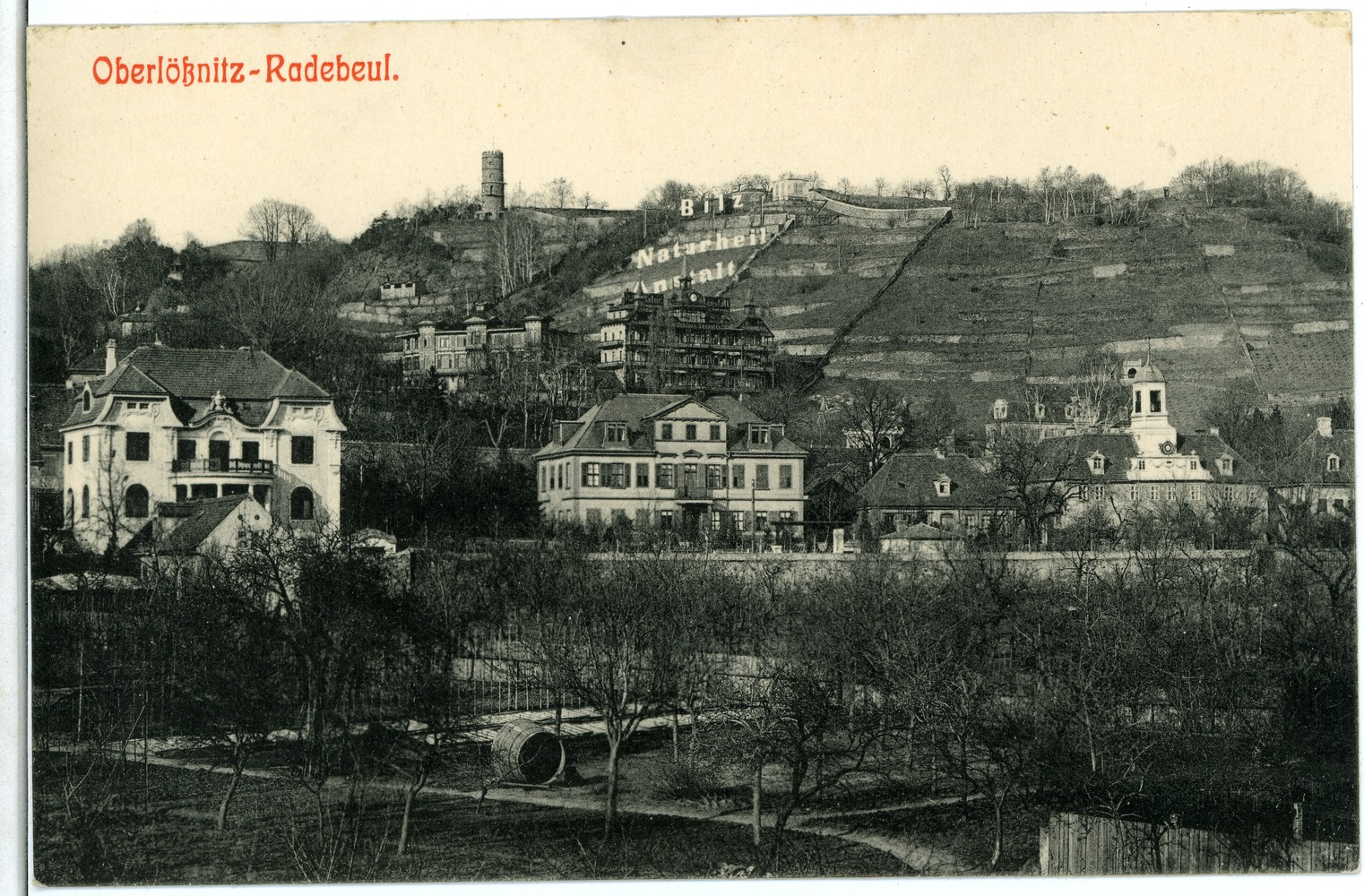
Villa Sommer (links, 1901). Daneben Villa Steinbach und rechts Haus Sorgenfrei (über der linken Kante des linken Sorgenfrei-Gartenhauses sieht man noch den Drachentempel). Weiter oben Bilz-Sanatorium und Mäuseturm

Das Grundstück war spätestens ab 1897 im Besitz von Frida Sommer, nach der das Haus letztlich benannt ist, eine Tochter des 1892 verstorbenen Bankiers Albert Kuntze. Das Gebäude entwarf 1899/1900 der Architekt Oskar Menzel. Fridas Ehemann, der Gymnasiallehrer Karl Sommer († 1899), verstarb bereits vor der Fertigstellung des Wohnhauses. Frida bewohnte das Haus mit ihrem zweiten Sohn und starb dort auch im Jahr 1945.
Der Architekt Menzel baute etwa zeitgleich mit der Villa Sommer für Fridas Schwester Thekla, die das väterliche Haus Albertsberg geerbt hatte, dieses 1898 barockisierend um, während die Geschwister Max mit der Villa Max Kuntze und Albert (junior) mit der Villa Albert Kuntze in Niederlößnitz Neubauten erhielten.
Nachdem das Grundstück zu DDR-Zeiten lange Zeit unbewohnt und das Gebäude stark geschädigt war, kaufte 1983 das Frühgemüsezentrum in Dresden-Kaditz das Anwesen, um es zu einem Gästehaus umzubauen. Nachdem das Gebäude äußerlich gerettet und restauriert war sowie die Einfriedung wiederhergestellt, kam die Wende und das Grundstück wurde von der Treuhandanstalt übernommen, die es dann weiter veräußerte.
Nach verschiedenen Besitzern und Nutzern kam die Villa in den 2000er Jahren an neue Eigentümer, die es im Laufe von fünf Jahren grundhaft und denkmalgerecht sanierten. Da das übernommene Objekt nach den jahrelangen „Überarbeitung“ kaum noch Anhaltspunkte für die originale Innenausgestaltung gab, musste fast alles, von den Stuckdecken über die Türen bis hin zu den Treppengeländern, in Abstimmung mit der Denkmalpflege möglichst authentisch nachempfunden und nachgebaut werden. Seit etwa 2007 sind diese Arbeiten abgeschlossen und das Haus wird durch ein Unternehmen der Eigentümer gewerblich selbstgenutzt.
Die Bauherrschaft wurde 2016 mit dem Radebeuler Bauherrenpreis ausgezeichnet.